# Dietrich Kraiss
Dietrich Kraiss (ur. 16 listopada 1889 w Stuttgarcie, zm. 6 sierpnia 1944 w Saint-Lô) – niemiecki oficer Wehrmachtu w randze Generalleutnanta. Służył podczas I i II wojny światowej. Został odznaczony Złotym Krzyżem Niemieckim oraz Krzyżem Rycerskim Krzyża Żelaznego z Liśćmi Dębu. Zmarł 6 sierpnia w wyniku ran poniesionych dwa dni wcześniej.

## Odznaczenia
- Krzyż Żelazny (1914)
  - II klasa
  - I klasa
- Krzyż Rycerski Orderu Hohenzollernów z Mieczami
- Krzyż Rycerski Orderu Lwa Zeryngeńskiego z Mieczami – II klasa
- Krzyż Rycerski Wojskowego Orderu Zasługi
- Odznaka za Rany z Mieczami (1918)
- Krzyż Honorowy Kombatantów
- Dienstauszeichnung
  - IV klasa
  - I klasa
- Pamiątkowy Medal za Sudetland
- Zapinka do Krzyża Żelaznego
  - II klasa
  - I klasa
- Medal za Zimowe Walki na Wschodzie 1941/42
- Złoty Krzyż Niemiecki – 28 lutego 1942
- Krzyż Rycerski Krzyża Żelaznego z Liśćmi Dębu
  - Krzyż Rycerski – 23 lipca 1942
  - Liście Dębu – 11 sierpnia 1944

## Literatura
- Fellgiebel, Walther-Peer. Die Träger des Ritterkreuzes des Eisernen Kreuzes 1939-1945. Friedburg, Niemcy: Podzun-Pallas, 2000. ISBN 3-7909-0284-5.
- Patzwall, Klaus D. and Scherzer, Veit. Das Deutsche Kreuz 1941 – 1945 Geschichte und Inhaber Band II. Norderstedt, Niemcy: Verlag Klaus D. Patzwall, 2001. ISBN 3-931533-45-X.